# Rosa Mendes
Milena Leticia Roucka (Vancouver, 25 oktober 1979), beter bekend als Rosa Mendes, is een Canadees professioneel worstelaarster en voormalig model van Tsjechische en Costa Ricaanse afkomst die actief is in de WWE. Mendes kreeg grote bekendheid door haar rol in de E! reality serie Total Divas.

## Professioneel worstelcarrière

### World Wrestling Entertainment/WWE (2006-heden)
In midden van 2006 nam ze deel aan WWE Diva Search 2006. Hoewel ze vierde eindigde, kreeg ze toch de kans van de WWE en mocht ze trainen bij Ohio Valley Wrestling (OVW), een WWE-opleidingscentrum, onder haar ringnaam Roucka. Op 19 september 2007 won Roucka het OVW Women's Championship, een titel die ze vijf maanden behield tot 20 februari 2008. Een maand later werd Roucka naar Florida Championship Wrestling (FCW), een nieuwe WWE-opleidingscentrum, gestuurd.
In november 2008 begon Roucka te verschijnen op Raw-brand, waar ze samenwerkte met Beth Phoenix en Santino Marella. In december 2008 veranderde ze haar ringnaam in Rosa Mendes. In oktober 2009 werd ze naar de ECW gestuurd en startte een 'op-scherm' verhouding met Zack Ryder, en die ze ook ging managen. In februari 2010 keerde het paar terug naar Raw en in april 2010 werd ze naar SmackDown gestuurd. In november 2010 won Mendes de Queen of FCW-titel, en hield deze tot eind februari 2011.
In het najaar van 2011 begon Mendes de rol te spelen van valet van het duo Primo en Epico. In april 2013 lastte ze twee maanden pauze in om haar persoonlijke problemen op orde te brengen. Eind juli 2013 verscheen ze op NXT waar zij en andere Divas Paige feliciteerden door de eerste kampioene te worden van het NXT Women's Championship.

## Persoonlijk
In 2014 maakte Roucka bekend dat ze biseksueel was. Op 6 augustus 2015 kondigde Rosa Mendes haar zwangerschap aan met muzikant en textieleigenaar Bobby Schubenski. Omdat ze tijdelijk moest stoppen met worstelen, werd ze WWE.com-reporter voor SmackDown. Op 13 februari 2016 werd ze moeder van een dochter.

## In het  worstelen
- Finishers
  - Hell Makeover

- Signature moves
  - Flower Fall
  - Flower Suplex

- Worstelaars managed
  - Bad Kompany (Mike Kruel, Shawn Osborne & Eddie Craven)
  - Jay Bradley
  - Brad Allen
  - Glamarella (Santino Marella & Beth Phoenix)
  - Carlito
  - Zack Ryder
  - Alicia Fox
  - Tamina
  - Primo
  - Epico

- Opkomstnummers
  - "Excess All Areas" van Jim Johnston (2009-heden)

## Prestaties
- Florida Championship Wrestling
  - Queen of FCW (1 keer)

- Ohio Valley Wrestling
  - OVW Women's Championship (1 keer)

- World Wrestling Entertainment
  - Slammy Award
    - "Best Use of Exercise Equipment" (2010)